# Мариняк, Александр Мирославович
Алекса́ндр Миросла́вович Мариня́к (укр. Олександр Мирославович Мариняк, позывной — Марик; 3 октября 1979, Броды — 8 марта 2022, Кулажинцы) — украинский военный лётчик, полковник, участник российско-украинской войны. Герой Украины (16 марта 2022, посмертно).

## Биография
Александр Мариняк родился 3 октября 1979 года в городе Броды Львовской области. В 2000 году окончил Харьковский национальный университет Воздушных Сил имени Ивана Кожедуба, участвовал в миротворческих операциях в Конго и Либерии. С 2014 года выполнял задачи в районе проведения АТО/ООС. Осенью 2021 года уволился из ВС Украины и ушел на пенсию, устроился в авиацию Национальной полиции Украины, начал летать на вертолёте Eurocopter EC145.
После российского вторжения в Украину вернулся в бригаду и снова сел на свой вертолёт Ми-24. Проходил военную службу в 16 ОБрАА «Броды» Сухопутных войск ВС Украины. Принимал участие в обороне Киевской области.
8 марта 2022 года россияне сбили украинский вертолёт Ми-24 в районе посёлка Кулажинцы в Киевской области, в результате чего полковник Александр Мариняк погиб. Похоронен в городе Броды Львовской области.

## Награды
- Звание «Герой Украины» с удостоением ордена «Золотая Звезда» (16 марта 2022, посмертно) — за личное мужество и героизм, проявленные в защите государственного суверенитета и территориальной целостности Украины, верность военной присяге[2].

- Орден Богдана Хмельницкого III степени (19 июля 2014) — за личное мужество и высокий профессионализм, проявленные в защите государственного суверенитета и территориальной целостности Украины, верность военной присяге[3].

## Память
Решением Бродовского городского совета от 3 ноября 2022 года в честь и увековечение памяти Героя Украины полковника Александра Мариняка переименована улица Георгия Храпая в городе Броды.